# A szerelem ösvényei
A Szerelem ösvényei (eredeti címen Las vías del amor) 2002 és 2003 között vetített mexikói teleregény, amelyet Emilio Larrosa alkotott. A főbb szerepekben Aracely Arámbula, Jorge Salinas, Enrique Rocha, Daniela Romo és José Carlos Ruiz látható.
Mexikóban a Canal de las Estrellas 2002. augusztus 5-én, Magyarországon a TV2 2005. január 3-án mutatta be.

## Cselekmény
A fordulatos szerelmi történet két helyen, Mexikóvárosban, illetve Tlacotalpan faluban (ami Veracruz államban található) játszódik, több ember történetét eleveníti fel.
Tlacotalpan leggazdagabb embere, Jeronimo Mendoza (Mario Casillas) beleszeret Perlába (Aracely Arámbula), a csinos, fiatal pincérlányba. Mit sem sejt arról, hogy a lányba szerelmes a fia, a labilis idegrendszerű Enrique (Abraham Ramos) is. Perla azonban - ezekről mit sem sejtve - Pacóba (Rafael Amaya), egy szegény boltos fiúba szerelmes. Perlának van egy különleges képessége: látomások formájában képes a jövőbe látni. Boldogságát is egy ilyen zavarja meg, amiben azt látja, hogy Paco meg fog halni. Jeronimo és a szolgája, Elmer (Rudy Casanova) eldöntik, hogy Pacót félreállítják... Este Pacót holtan találják: megfulladt.
Mexikóvárosban él Leticia López, aki egy piaci árus és akit mindenki csak Letyként ismer. Az anyjával, Laurával (Maricruz Najéra), illetve két gyermekével, Rosaurával (Manuela Imaz) és Estebannal (Jorge Consejo) él. Látszólag nyugalomban élnek, de az életüket (pontosabban Letyét) felkavarja, hogy váratlanul megjelenik egykori mostohaapja, Ceferino Barbosa (Juan Romanca), aki annak idején megerőszakolta őt és ennek a kapcsolatnak a „gyümölcse” lett Esteban.
Itt él Gabriel Quesada (Jorge Salinas) is, anyjával, Artemisával (Blanca Sánchez). A család szörnyű titkot őriz, ugyanis Gabriel öccse több mint 20 évvel ezelőtt nyomtalanul eltűnt, aminek folyományaként az apjuk sokkot kapott és meghalt. Gabrielt nagyon megviselte az esemény, ezért egy nemes célt tűzött ki maga elé: hajléktalan gyermekeken segít szerelmével, Sandra Irribarennel (Martha Julia). Legjobb barátja Adolfo Lascuárin (Gabriel Soto). Gabriel magánnyomozóval keresteti az öccsét. Nem is sejti, hogy közelebb van hozzá, mint gondolná.

## Szereplők

### Főszereplők
| Szereplő                                    | Színész          | Magyar hang       |
| ------------------------------------------- | ---------------- | ----------------- |
| Perla Gutiérrez Vázquez                     | Aracely Arámbula | Roatis Andrea     |
| Gabriel Quesada Barragán                    | Jorge Salinas    | Dolmány Attila    |
| Sebastián Mendoza Romero                    | Enrique Rocha    | Fülöp Zsigmond    |
| Leticia López Albavera                      | Daniela Romo     | Kocsis Mariann    |
| Fidel Gutiérrez Arismendi                   | José Carlos Ruiz | Versényi László   |
| Olga Vázquez de Gutiérrez                   | Nuria Bages      | Molnár Zsuzsa     |
| Enrique Mendoza Santini                     | Abraham Ramos    | Tóth Roland       |
| Sandra Irribaren                            | Martha Julia     | Böhm Anita        |
| Alberto Betanzos                            | Julio Alemán     | Kristóf Tibor     |
| Ricardo Domínguez                           | Alfredo Adame    | Sörös Sándor      |
| Artemisa Barragán                           | Blanca Sánchez   | Bessenyei Emma    |
| Catalina Valencia                           | Sasha Montenegro | Andresz Kati      |
| Adolfo Lascuráin / Nicolás Quesada Barragán | Gabriel Soto     | Karácsonyi Zoltán |

### Mellékszereplők
| Szereplő                      | Színész              | Magyar hang                                    |
| ----------------------------- | -------------------- | ---------------------------------------------- |
| Patricia Martínez de Betanzos | Dulce                | Zakariás Éva                                   |
| Alicia Betanzos Martínez      | Margarita Magaña     | Simonyi Piroska (1. hang) Vadász Bea (2. hang) |
| Rocío Zárate                  | Patricia Navidad     | Urbán Andrea                                   |
| Paco / Pablo Rivera           | Rafael Amaya         | Seder Gábor                                    |
| Adalberto Ruiz / El Dandy     | Carlos Miguel        | Sótonyi Gábor                                  |
| Mariela Andrade               | Mónica Dossetti      | Németh Kriszta                                 |
| Elmer Patiño / El Negro       | Rudy Casanova        | Bolla Róbert                                   |
| Ernesto Fernández Valencia    | Raúl Ochoa           | Juhász György                                  |
| Andrea de la Garza            | Paola Trevino        | Zsigmond Tamara                                |
| Pedro Betanzos Martínez       | Eduardo Cuervo       | Papp Dániel                                    |
| Carlos Velázquez              | Juan Ángel Esparza   | Papp Dániel                                    |
| Javier Loyola Jr.             | Francisco Avendaño   |                                                |
| Laura Albavera                | Maricruz Nájera      | Szabó Éva                                      |
| Azalia Sánchez                | María Prado          | Némedi Mari                                    |
| Fernanda Solís                | Thelma Tixou         | Vennes Emmy                                    |
| Eloy Álvarez                  | Sergio Defassio      | Faragó András                                  |
| Edmundo Larios                | Carlos Torres        |                                                |
| Damiana / Madonna             | Ivonne Montero       | Mezei Kitty                                    |
| Julián de la Colina           | Bobby Larios         | Markovics Tamás                                |
| Gladys Sánchez de Álvarez     | Esperanza Rendón     | Szabó Gertrúd                                  |
| Aurelio Tobar                 | Gustavo Negrete      | Szokolay Ottó                                  |
| Tadeo Juárez Peña             | Ricardo Vera         | Orosz István                                   |
| Rosaura Fernández López       | Manuela Imaz         | Dögei Éva                                      |
| Esteban Fernández López       | Jorge Consejo        | Hamvas Dániel                                  |
| Sonia "Francis" Vázquez Solís | Elizabeth Álvarez    | Fésűs Bea                                      |
| Ramón Gutiérrez Vázquez       | Miguel Loyo          | Moser Károly                                   |
| Octavio Solís                 | Hugo Aceves          | Sörös Miklós                                   |
| Lolita Padilla Vale           | Erika García         | Bogdányi Titanilla                             |
| Pamela Fernández              | Florencia de Saracho | Molnár Ilona                                   |
| Bruno                         | Ricardo Margaleff    | Bartucz Attila                                 |

### Magyar változat
- Magyar szöveg: Dömötör Éva
- Szinkronrendező: Nándori István
- Narrátor: Bozai József
- Szinkronstúdió: Masterfilm Digital Kft.
- Megrendelő: TV2